# FaceTime
FaceTime (deutsch sinngemäß Zeit für ein persönliches Gespräch / Treffen) ist ein kostenloser Chat-Dienst des US-amerikanischen Unternehmens Apple.
Der Dienst bietet IP-Telefonie und Videokonferenzen über eine eigene Anwendungssoftware. Er ist auf allen iPhone-, iPod touch-, iPad-, Mac- und Vision-Modellen mit iOS 4, Mac OS X Snow Leopard 10.6.6, visionOS 1 und neuer verfügbar, die eine vordere Kamera besitzen.

## Geschichte
FaceTime wurde im Rahmen der Vorstellung des iPhone 4 am 7. Juni 2010 auf der Worldwide Developers Conference vom damaligen Apple-CEO Steve Jobs angekündigt. Seit dem 8. September 2010 wird der iPod touch (4. Generation) und somit der erste iPod touch mit Kameras unterstützt.
Den Markennamen „FaceTime“ hatte Apple der US-amerikanischen Firma FaceTime Communications abgekauft, diese änderte ihren Namen in Actiance, Inc.
FaceTime für Mac OS X wurde am 20. Oktober 2010 als Beta-Version auf dem „Back to the Mac“-Event angekündigt.
Am 24. Februar 2011 verließ FaceTime das Beta-Stadium und wird seitdem im Mac App Store zum Preis von 0,99 US-Dollar bzw. 0,89 Euro für Benutzer von Mac OS X Snow Leopard 10.6.6 (oder neuer) gelistet. Seit Mac OS X Lion ist FaceTime bereits vorinstalliert.
Am 2. März 2011 wurde angekündigt, dass das iPad 2, welches mit einer Vorder- und Hinterkamera ausgestattet ist, von Facetime unterstützt wird.
Mit iOS 7 und OS X Mavericks wurde FaceTime Audio eingeführt. Damit ist es möglich, Telefongespräche ohne Videoübertragung über das Internet zu führen.
Während des Putschversuches in der Türkei 2016 kündigte der türkische Präsident Recep Tayyip Erdoğan zunächst an, ein Statement im türkischen Staatsfernsehen abzugeben. Nachdem das Gebäude des Senders jedoch von den Putschisten besetzt wurde, gab er es live bei CNN Türk via FaceTime ab.
Ende Januar 2019 wurde ein Softwarefehler bekannt. Bei einem Gruppenanruf konnte durch eine spezielle Aktion das Mikrofon eines anderen Gesprächspartners aktiviert werden. Dieser musste dazu den Anruf nicht annehmen. Nach Bekanntwerden des Fehlers deaktivierte Apple die Funktion zum Gruppentelefonat serverseitig. Kurz darauf wurde das iOS Update 12.1.4 veröffentlicht, das die Sicherheitslücke schloss.
Am 2. Februar 2024 wurde FaceTime auf der WWDC 2023 auch für die Apple Vision Pro verfügbar gemacht.

## Software

### Auf macOS
Zum Ausführen von FaceTime auf einem Mac wird ein Apple Account zur Identifikation benötigt. Dafür kann eine bestehende eingegeben oder eine neue beantragt werden. Es ist nicht nötig, dass diese Apple ID mit Kreditkarteninformationen verknüpft ist, es wird nur eine gültige E-Mail-Adresse benötigt. Diese E-Mail-Adresse stellt in FaceTime die Rufnummer dar. In den Einstellungen ist es möglich, mehrere E-Mail-Adressen als Rufnummer anzugeben.
Es ist möglich, FaceTime mit derselben Apple Account auf mehreren Geräten zu betreiben, diese klingeln dann alle parallel. Jedes der Geräte reagiert nur auf die E-Mail-Adressen, die in den jeweiligen Einstellungen eingetragen sind. Es ist demnach möglich, über weitere E-Mail-Adressen die Geräte voneinander unterscheidbar zu machen.
Genau wie ein Telefon eine eindeutige Rufnummer benötigt, bekommt auch jeder FaceTime-Teilnehmer eine eindeutige Identifikation. Beim iPhone ist dies stets die Mobilfunknummer, weshalb die Registrierung hier anders verläuft als beim Mac und iPod Touch. Es ist mit iOS 6 in Kombination mit OS X 10.8 nun auch möglich, auf dem Mac, dem iPod touch und dem iPad eine Mobilfunknummer für FaceTime einzutragen, wenn diese auf dem eigenen iPhone mit Facetime registriert ist. Eine Rufumleitung gibt es nicht.
Die Software arbeitet automatisch im Hintergrund. Nach dem Einrichten ist man stets über FaceTime erreichbar, sobald eine Internetverbindung besteht. Das Programm startet automatisch, wenn ein Anruf eingeht. Nach Anrufannahme startet ebenfalls eine Videoübertragung. Anschließend bietet die grafische Benutzeroberfläche Schaltflächen für die Vollbildanzeige, das Stummschalten des Mikrofons und zum Beenden des Gesprächs.
Um einen FaceTime-Anruf zu tätigen, muss das Programm geöffnet und ein Kontakt aus der Kontaktliste ausgewählt werden. Danach stellt FaceTime über die bekannte E-Mail-Adresse oder Mobilfunknummer eine Verbindung her.

### Auf iOS
Da FaceTime auf dem iPhone seit iOS 7 zwar eine eigenständige App, jedoch bereits in der Telefon-, Nachrichten- und Kontakte-App integriert ist, bestehen diverse Möglichkeiten, um einen Anruf zu starten:
1. Durch Klicken auf das FaceTime-Icon während eines laufenden Telefongesprächs. Diese Aktion sendet eine Einladung zu der anderen Person, die angerufen ist, um auch auf einem Videoanruf mit der gleichen Anwendung zu reagieren.
2. Durch Klicken auf das FaceTime-Icon neben dem Namen der Person in der Kontaktliste. Bei Betätigung der Schaltfläche wird die andere Partei aufgefordert, diese Anwendung zu nutzen.
3. Durch Starten der FaceTime-App und anschließender Auswahl des Gesprächspartners.
4. Durch Klicken auf den Schriftzug „Kontakt“ in einer Konversation in der Nachrichten-App (iMessage oder SMS) und anschließender Anwahl des FaceTime-Icons.
5. Durch Klicken auf das FaceTime-Icon in der Kontakte-App (entspricht der Telefon-Kontaktliste).

Das Verhalten in der FaceTime-, Nachrichten- und Kontakte-App ist auf iPad und iPod touch gleich, nur können keine klassischen Telefonanrufe getätigt werden.
Gesprächspartner mit einem iPhone bis zum Betriebssystem iOS 5.x können keine Anrufe über eine 3G-Verbindung (UMTS/HSDPA) tätigen, es existieren jedoch Anwendungen aus dritter Hand, die dies einem gejailbreakten iPhone ermöglichen. Die Datenmenge von 50 KB pro Anrufsekunde (3 MB pro Minute), die dabei über das mobile Netz übertragen wird, kann je nach Handytarif enthaltenes Freivolumen rasch aufbrauchen bzw. hohe Nutzungskosten verursachen. Seit iOS 6 besteht die Möglichkeit, FaceTime-Anrufe über das Mobilfunknetz abzuwickeln.

### Auf visionOS
Mit der Einführung von visionOS, dem Betriebssystem für Apple Vision Pro, wurde FaceTime speziell für die Nutzung in einer immersiven, räumlichen Umgebung weiterentwickelt. FaceTime auf visionOS bietet folgende Besonderheiten:
- Räumliche Darstellung: FaceTime-Anrufe werden als schwebende Fenster im Sichtfeld dargestellt, die sich frei im Raum platzieren und in der Größe anpassen lassen. Dadurch können Nutzer während des Gesprächs andere Apps oder Inhalte gleichzeitig sehen und bedienen.
- Personas: Da das Vision Pro-Headset das Gesicht des Nutzers verdeckt, erstellt visionOS eine digitale Persona (ein 3D-Avatar), die in Echtzeit Mimik und Gestik des Nutzers imitiert. Diese Persona wird dem Gesprächspartner im FaceTime-Anruf angezeigt, um eine möglichst natürliche Kommunikation zu ermöglichen.
- Hand- und Augensteuerung: Die Bedienung von FaceTime erfolgt intuitiv über Handgesten und Blicksteuerung, was das Annehmen, Beenden oder Stummschalten von Anrufen erleichtert.
- Integration mit anderen Apps: Während eines FaceTime-Anrufs auf visionOS können Nutzer gemeinsam Inhalte betrachten, etwa Fotos, Präsentationen oder 3D-Objekte, und diese im Raum teilen („SharePlay“).
- Kompatibilität: FaceTime auf visionOS ist vollständig kompatibel mit FaceTime auf iPhone, iPad und Mac. Anrufe können wie gewohnt über E-Mail-Adresse oder Mobilfunknummer initiiert werden.

FaceTime auf visionOS erweitert damit die klassischen Funktionen um eine immersive, räumliche Kommunikation und hebt sich durch die Nutzung von Avataren und die Integration in die 3D-Umgebung von Vision Pro von den Versionen auf anderen Apple-Plattformen ab.

## Technische Eigenschaften
Das FaceTime-Kommunikationsprotokoll ist hauptsächlich auf offenen Standards aufgebaut. Es basiert auf folgenden Technologien:
- H.264, AAC –Audio– und Videocodec,
- SIP – Netzprotokoll zum Aufbau, zur Steuerung und zum Abbau einer Kommunikationssitzung,
- STUN, TURN und ICE – Netzwerkprotokolle, um das Vorhandensein und die Art von Firewalls und NAT-Routern zu erkennen und letztere zu durchdringen,
- RTP und SRTP – Protokoll zur kontinuierlichen (verschlüsselten) Übertragung von audiovisuellen Daten (Streams) über IP-basierte Netzwerke.

Nach dem Verkaufsstart des iPhone 4 versprach Steve Jobs, dass Apple das FaceTime-Protokoll zu einem „offenen Standard“ machen würde. Bis zum jetzigen Zeitpunkt ist dies noch nicht geschehen; Apple hat auch keine technischen Spezifikationen für den Dienst freigegeben.
Aktuell lässt sich FaceTime für eingehende Anrufe auch mit einem auf Chromium basierenden Web-Browser (z. B. Google Chrome), mit einem Android-Smartphone, Windows-PC oder Linux-Computer betreiben. Anrufe können aber weiterhin nur von Apple-Geräten aus initiiert werden.

## Eingeschränkte Verfügbarkeit
Seit Oktober 2010 ist Facetime nicht auf Geräten, welche in den Vereinigten Arabischen Emiraten, Jordanien, Saudi-Arabien, Katar und Kuwait gekauft wurden, verfügbar. Grund dafür sind möglicherweise Vorschriften in diesen Ländern, die die Nutzung von IP-basierten Kommunikationstechnologien einschränken. Außerhalb gekaufte Geräte unterstützen weiterhin Facetime.
Obwohl in Ägypten vorerst das iPhone 4 mit deaktiviertem FaceTime verkauft wurde, entschloss sich Vodafone Egypt, durch ein Update der Netzbetreiber-Einstellungen die VoIP-Telefonie dennoch zu ermöglichen.

## Kritik
Bei der Aktivierung der FaceTime-Funktion auf einem iPhone verschickt das Gerät im Hintergrund eine SMS an die Rufnummer 0044 7786205094 im Vereinigten Königreich. Laut Apple soll diese SMS nur einmalig verschickt und der Nutzer vorher auf mögliche Gebühren hingewiesen werden. Im Internet finden sich jedoch zahlreiche Berichte von Nutzern, dass sie die entsprechenden Hinweise nicht erhalten haben und dass diese SMS sogar mehrfach angefallen ist. Dies war nicht nur nach jeder (Re-)Aktivierung des iPhone der Fall, wie von Apple angegeben, sondern auch ohne Änderungen am iPhone – einige Nutzer kannten die FaceTime-Funktion nicht einmal. Einige Mobilfunkanbieter, welche das iPhone zusammen mit einem Mobilfunkvertrag anbieten, erstatten die Kosten für diese SMS – bei anderen fallen jedoch Kosten für Auslands-SMS an, die auch von sogenannten „Kosten-Airbags“ nicht abgefangen werden.